# سیدآباد (نیشابور)
سید‌آباد (نیشابور)، روستایی از توابع بخش مرکزی شهرستان نیشابور در استان خراسان رضوی ایران است.
این روستا دارای مردمی خونگرم و مهمانواز است 
یکی از شاخصه های مهم این روستا موقعیت مکانی آن نسبت به کارخانه فولاد خراسان میباشد

## جمعیت
این روستا در دهستان مازول قرار دارد و براساس سرشماری مرکز آمار ایران در سال ۱۳۸۵، جمعیت 724 نفر (189خانوار و 380 مرد و 344زن) بوده‌است.